# Cuervos de Pabellón de Arteaga
Los Cuervos de Pabellón de Arteaga es un equipo del Circuito de Básquetbol del Noreste con sede en Pabellón de Arteaga, Aguascalientes, México.

## Historia

### Inicios
Los Cuervos ingresaron al CIBANE en el 2012 y juegan sus partidos de local en el Gimnasio Corona de Pabellón de Arteaga.

### Actualidad
En la Temporada 2012, los Cuervos ingresaron al circuito.